# Champions Cup and the Evert Cup 1999 - Qualificazioni singolare femminile
Le qualificazioni del singolare femminile del Champions Cup and the Evert Cup 1999 sono state un torneo di tennis preliminare per accedere alla fase finale della manifestazione. I vincitori dell'ultimo turno sono entrati di diritto nel tabellone principale. In caso di ritiro di uno o più giocatori aventi diritto a questi sono subentrati i lucky loser, ossia i giocatori che hanno perso nell'ultimo turno ma che avevano una classifica più alta rispetto agli altri partecipanti che avevano comunque perso nel turno finale.

## Giocatrici

### Teste di serie
1. María Antonia Sánchez Lorenzo (qualificata)
2. Alexia Dechaume-Balleret (ultimo turno)
3. Barbara Rittner (qualificata)
4. Kimberly Po (primo turno)

1. Kristina Brandi (ultimo turno)
2. Cătălina Cristea (ultimo turno)
3. Andrea Glass (qualificata)
4. Meghann Shaughnessy (ultimo turno)

### Qualificate
1. María Antonia Sánchez Lorenzo
2. Alicia Molik
3. Brie Rippner
4. Jessica Steck

1. Andrea Glass
2. Barbara Rittner
3. Miho Saeki
4. Tat'jana Panova

## Tabellone qualificazioni

### Legenda
| - Q = Qualificato - WC = Wild card - LL = Lucky loser | - ALT = Alternate - SE = Special Exempt - PR = Protected Ranking | - w/o = Walkover - r = Ritirato - d = Squalificato |

### Sezione 1
|  | Primo turno        | Primo turno                   | Primo turno                   | Primo turno | Primo turno |  |  | Ultimo turno | Ultimo turno                  | Ultimo turno                  | Ultimo turno | Ultimo turno |  |
|  |                    |                               |                               |             |             |  |  |              |                               |                               |              |              |  |
|  | 1                  | María Antonia Sánchez Lorenzo | María Antonia Sánchez Lorenzo | 6           | 6           |  |  |              |                               |                               |              |              |  |
|  |                    | Kristie Boogert               | Kristie Boogert               | 4           | 3           |  |  | 1            | María Antonia Sánchez Lorenzo | María Antonia Sánchez Lorenzo | 6            | 6            |  |
|  | Nicole Pratt       | Nicole Pratt                  | Nicole Pratt                  | 6           | 6           |  |  |              | Nicole Pratt                  | Nicole Pratt                  | 4            | 4            |  |
|  | Mariana Díaz Oliva | Mariana Díaz Oliva            | Mariana Díaz Oliva            | 2           | 1           |  |  |              |                               |                               |              |              |  |

### Sezione 2
|  | Primo turno     | Primo turno         | Primo turno | Primo turno | Primo turno |  |  | Ultimo turno | Ultimo turno        | Ultimo turno        | Ultimo turno | Ultimo turno |  |
|  |                 |                     |             |             |             |  |  |              |                     |                     |              |              |  |
|  | Tathiana Garbin | Tathiana Garbin     | 1           | 6           | 2           |  |  |              |                     |                     |              |              |  |
|  | Alicia Molik    | Alicia Molik        | 6           | 3           | 6           |  |  |              | Alicia Molik        | Alicia Molik        | 6            | 6            |  |
|  |                 | Jane Chi            | 6           | 4           | 5           |  |  | 8            | Meghann Shaughnessy | Meghann Shaughnessy | 4            | 0            |  |
|  | 8               | Meghann Shaughnessy | 3           | 6           | 7           |  |  |              |                     |                     |              |              |  |

### Sezione 3
|  | Primo turno    | Primo turno    | Primo turno  | Primo turno | Primo turno |  |  | Ultimo turno   | Ultimo turno   | Ultimo turno | Ultimo turno | Ultimo turno |  |
|  |                |                |              |             |             |  |  |                |                |              |              |              |  |
|  | 4              | Kimberly Po    | Kimberly Po  | 3           | 5           |  |  |                |                |              |              |              |  |
|  |                | Brie Rippner   | Brie Rippner | 6           | 7           |  |  | Brie Rippner   | Brie Rippner   | 4            | 78           | 6            |  |
|  | Elena Wagner   | Elena Wagner   | 3            | 6           | 2           |  |  | Silvija Talaja | Silvija Talaja | 6            | 6            | 2            |  |
|  | Silvija Talaja | Silvija Talaja | 6            | 2           | 6           |  |  |                |                |              |              |              |  |

### Sezione 4
|  | Primo turno | Primo turno      | Primo turno      | Primo turno | Primo turno |  |  | Ultimo turno | Ultimo turno    | Ultimo turno    | Ultimo turno | Ultimo turno |  |
|  |             |                  |                  |             |             |  |  |              |                 |                 |              |              |  |
|  |             | Maureen Drake    | 7                | 2           | 1           |  |  |              |                 |                 |              |              |  |
|  | WC          | Jessica Steck    | 5                | 6           | 6           |  |  | WC           | Jessica Steck   | Jessica Steck   | 7            | 6            |  |
|  |             | Aleksandra Olsza | Aleksandra Olsza | 5           | 0           |  |  | 5            | Kristina Brandi | Kristina Brandi | 5            | 3            |  |
|  | 5           | Kristina Brandi  | Kristina Brandi  | 7           | 6           |  |  |              |                 |                 |              |              |  |

### Sezione 5
|  | Primo turno  | Primo turno       | Primo turno       | Primo turno | Primo turno |  |  | Ultimo turno | Ultimo turno | Ultimo turno | Ultimo turno | Ultimo turno |  |
|  |              |                   |                   |             |             |  |  |              |              |              |              |              |  |
|  | 7            | Andrea Glass      | Andrea Glass      | 6           | 6           |  |  |              |              |              |              |              |  |
|  | WC           | Brandis Braverman | Brandis Braverman | 3           | 1           |  |  | 7            | Andrea Glass | Andrea Glass | 7            | 7            |  |
|  | Sandra Cacic | Sandra Cacic      | Sandra Cacic      | 5           | 3           |  |  |              | Jana Nejedly | Jana Nejedly | 5            | 5            |  |
|  | Jana Nejedly | Jana Nejedly      | Jana Nejedly      | 7           | 6           |  |  |              |              |              |              |              |  |

### Sezione 6
|  | Primo turno | Primo turno     | Primo turno     | Primo turno | Primo turno |  |  | Ultimo turno | Ultimo turno    | Ultimo turno    | Ultimo turno | Ultimo turno |  |
|  |             |                 |                 |             |             |  |  |              |                 |                 |              |              |  |
|  |             | Samantha Reeves | Samantha Reeves | 7           | 6           |  |  |              |                 |                 |              |              |  |
|  | WC          | Sarah Taylor    | Sarah Taylor    | 5           | 0           |  |  |              | Samantha Reeves | Samantha Reeves | 3            | 64           |  |
|  |             | Els Callens     | Els Callens     | 2           | 5           |  |  | 3            | Barbara Rittner | Barbara Rittner | 6            | 7            |  |
|  | 3           | Barbara Rittner | Barbara Rittner | 6           | 7           |  |  |              |                 |                 |              |              |  |

### Sezione 7
|  | Primo turno       | Primo turno       | Primo turno       | Primo turno | Primo turno |  |  | Ultimo turno | Ultimo turno     | Ultimo turno     | Ultimo turno | Ultimo turno |  |
|  |                   |                   |                   |             |             |  |  |              |                  |                  |              |              |  |
|  | 6                 | Cătălina Cristea  | 1                 | 6           | 6           |  |  |              |                  |                  |              |              |  |
|  |                   | Janet Lee         | 6                 | 2           | 4           |  |  | 6            | Cătălina Cristea | Cătălina Cristea | 2            | 3            |  |
|  | Miho Saeki        | Miho Saeki        | Miho Saeki        | 6           | 6           |  |  |              | Miho Saeki       | Miho Saeki       | 6            | 6            |  |
|  | Pavlina Stoyanova | Pavlina Stoyanova | Pavlina Stoyanova | 1           | 2           |  |  |              |                  |                  |              |              |  |

### Sezione 8
|  | Primo turno     | Primo turno              | Primo turno              | Primo turno | Primo turno |  |  | Ultimo turno | Ultimo turno             | Ultimo turno             | Ultimo turno | Ultimo turno |  |
|  |                 |                          |                          |             |             |  |  |              |                          |                          |              |              |  |
|  | Jolene Watanabe | Jolene Watanabe          | Jolene Watanabe          | 0           | 3           |  |  |              |                          |                          |              |              |  |
|  | Tat'jana Panova | Tat'jana Panova          | Tat'jana Panova          | 6           | 6           |  |  |              | Tat'jana Panova          | Tat'jana Panova          | 6            | 6            |  |
|  | WC              | Katie Schlukebir         | Katie Schlukebir         | 2           | 0           |  |  | 2            | Alexia Dechaume-Balleret | Alexia Dechaume-Balleret | 4            | 3            |  |
|  | 2               | Alexia Dechaume-Balleret | Alexia Dechaume-Balleret | 6           | 6           |  |  |              |                          |                          |              |              |  |